# Anton Stach
Anton Levi Stach (ur. 15 listopada 1998 w Buchholz in der Nordheide) – niemiecki piłkarz występujący na pozycji pomocnika, reprezentant Niemiec. Wychowanek Werderu Brema, w trakcie swojej kariery grał także w takich zespołach, jak SSV Jeddeloh, VfL Wolfsburg II oraz Greuther Fürth.